# Востросаблин, Николай Николаевич
Никола́й Никола́евич Востроса́блин (7 августа 1854 — не ранее 22 апреля 1917) — русский военный юрист, генерал от инфантерии (1917). 

## Биография
Родился в 1854 году. Выходец из рязанского столбового дворянского рода Востросаблиных. Род владел поместьями под Рязанью с XVI века. 
Окончив Рязанскую классическую гимназию, в 1872 году поступил в 3-е Александровское военное училище, откуда в 1874 году был выпущен прапорщиком в 18-ю пешую артиллерийскую бригаду. В составе бригады принимал участие в Русско-турецкой войне 1877-1878 годов. Служил в бригаде до начала 1880-х годов, после чего получил высшее военное образование: окончил Николаевскую академию генерального штаба (1882) и Александровскую военно-юридическую академию (1887) с производством в капитаны.
В дальнейшем Востросаблин сделал успешную карьеру военного юриста. Служил последовательно: помощником прокурора Варшавского (1889—1892) и Московского (1892—1896) военно-окружных судов; следователем того же суда (1896—1903); судьёй Виленского (1903—1906), прокурором Кавказского (1906—1908), председателем Туркестанского (1908—1911) и Киевского (1911—1917) военно-окружных судов. 
Занимая эти должности, был повышен до полковника (1894), генерал-майора (1903), генерал-лейтенанта (1909).
В апреле 1917 года, уже при Временном правительстве, Востросаблин, которому было уже за 60, был уволен в отставку «по болезни» с производством в чин генерала от инфантерии. Дальнейшая его судьба неизвестна. 

## Награды
- Орден Святого Станислава 3 степени с мечами и бантом (1879).
- Орден Святой Анны 3 степени (1880).
- Орден Святого Станислава 2 степени (1891).
- Орден Святой Анны 2 степени (1895).
- Орден Святого Владимира 4 степени (1898).
- Орден Святого Владимира 3 степени (1905).
- Орден Святого Станислава 1 степени (1908).
- Орден Святой Анны 1 степени (1912).
- Орден Белого Орла (1916).